# ZYX
ZYX (ジックス, Jikkusu, « zics ») est un groupe de J-pop du Hello! Project.

## Histoire
Sur le modèle de son groupe sœur Aa!, il est mené par une membre du groupe Morning Musume, Mari Yaguchi, accompagnée de cinq idoles japonaises débutantes du Hello! Project Kids (qui rejoindront plus tard les groupes °C-ute et Berryz Kōbō). Il ne sort que deux singles en 2003, mais apparaît encore parfois les années suivantes lors de concert communs du H!P.
Mari Yaguchi quitte le H!P et le groupe le 31 mars 2009, avec les autres « anciennes » du « Elder Club », signant la fin officielle du groupe sous cette  forme. Une nouvelle mouture du groupe sera cependant lancée en juillet suivant sous le nom ZYX-α.

## Membres
- Mari Yaguchi (alors de Morning Musume, leader)
- Momoko Tsugunaga (future Berryz Kōbō)
- Saki Shimizu (future Berryz Kōbō)
- Erika Umeda (future °C-ute)
- Maimi Yajima (future °C-ute)
- Megumi Murakami (future °C-ute)

## Discographie
Singles
- 6 août 2003 : Iku ZYX! Fly High
- 10 décembre 2003 : Shiroi Tokyo

Compilation (participation)
- 17 décembre 2003 : Petit Best 4 (titre Iku ZYX! Fly High)

## ZYX-α
ZYX-α est un groupe féminin de J-pop du Hello! Project créé en juillet 2009.

### Histoire
C'est une nouvelle mouture du groupe ZYX créé en 2003, ne reprenant que deux de ses membres originelles, Momoko Tsugunaga et Erika Umeda, rejointes par six nouvelles membres, et menée cette fois par Risa Niigaki du groupe Morning Musume. ZYX-α interprète dans l'année un titre sur un album de reprises. Il apparait encore parfois les années suivantes lors de concert communs du H!P. Deux des membres quittent le H!P et le groupe dans les mois qui suivent la sortie du disque : Erika Umeda en octobre et Koharu Kusumi en fin d'année. Une troisième, Saki Ogawa, part en 2011, ainsi que Niigaki en 2012.

### Membres
2009
- Risa Niigaki (de Morning Musume, leader)
- Koharu Kusumi (de Morning Musume)
- Momoko Tsugunaga (de Berryz Kōbō)
- Chinami Tokunaga (de Berryz Kōbō)
- Maasa Sudo (de Berryz Kōbō)
- Erika Umeda (de °C-ute)
- Ayaka Wada (de S/mileage)
- Saki Ogawa (de S/mileage)

2010
Risa Niigaki, Momoko Tsugunaga, Chinami Tokunaga, Maasa Sudo, Ayaka Wada, Saki Ogawa
2011
Risa Niigaki, Momoko Tsugunaga, Chinami Tokunaga, Maasa Sudo, Ayaka Wada
2012
Momoko Tsugunaga, Chinami Tokunaga, Maasa Sudo, Ayaka Wada

### Chanson
- 15 juillet 2009 : Mirai Yosōzu II, sur l'album Chanpuru 1

## Liens
- Discographie officielle